# Ахтырка
Ахты́рка (укр. Охтирка) — город в Сумской области Украины, административный центр Ахтырского района и Ахтырской городской общины. До 2020 года был городом областного значения и составлял Ахтырский городской совет (в который входили также сёла Великое Озеро, Залужаны, Козятин и Пристань). В 2022 году за сопротивление вторжению России на Украину отмечен званием «город-герой Украины».

## Географическое положение
Город находится на берегу реки Ахтырка, которая через 1,5 км впадает в реку Ворскла. Через Ахтырку протекают реки Гусинка и Криничная. К городу примыкают лесные массивы (сосна).

## Название
В переводе с тюркских языков название города означает «Белый яр» (подобно названию Ахтиар) — на этом месте был раньше большой пустырь. По другой версии, город назван по имени реки Ахтырка, что переводится c как «стоячая вода».

## История
Город возник на месте древнерусского городища Новгород-Северского княжества, уничтоженного во время татаро-монгольского нашествия. Название происходит от небольшой одноимённой речки, на которой находился населённый пункт.
Современная история начинается в XVII веке. В 1640 году была построена русская крепость (острог) Вольнов Белгородской засечной черты близ границы с Речью Посполитой. Сразу же поляки как противовес начали строить укреплённую Ахтырку, но с русской стороны границы (на левобережье Ворсклы).
Первое письменное упоминание о пограничной крепости Ахтырке относится к сентябрю 1641 года. Крепость входила в состав линии приграничных укреплений, построенных для защиты от набегов крымских татар. Её строительство проходило под руководством урядника Речи Посполитой Кульчевского. Первым урядником Ахтырки был Якубовский.
После русско-польского Поляновского мира 1634 года был подписан договор о размежевании земель между Речью Посполитой и Русским царством. Размежевание происходило в 1635—1648 годах (до восстания Хмельницкого). По этому договору Ахтырка была построена на территории Русского царства. После нескольких лет тяжб Адам Кисель официально передал Ахтырку России в 1647 году, за год до восстания Хмельницкого. Поляки, уходя, разрушили Ахтырскую крепость и увели оттуда её жителей.
В 1647 году Ахтырка была отстроена и включена в состав Белгородской черты.
В 1654 году в 4 верстах к северо-западу от Ахтырки был основан мужской монастырь, получивший впоследствии название Троицкого-Благовещенского, так как первая из построенных в нём церквей была посвящена Благовещению, но в 1724 году в нём была выстроена Троицкая церковь. Монастырь был основан иноками из Георгиевского монастыря в Лебедине Киевской губернии под руководством игумена Иоанникия, переселившимися под Ахтырку из-за преследований со стороны греко-католиков. В 1787 году после секуляризационной реформы Екатерины II монастырь был упразднен, а иноки были переведены в Куряжский монастырь, однако по просьбам ахтырчан, собравших необходимые средства, восстановлен в 1842 году. В монастыре хранилась Ахтырская икона Божией Матери Всех Скорбящих Радость, почитавшаяся как чудотворная — в её честь в 1844 году был учрежден ежегодный крестный ход из Ахтырки.
В 1655 году ахтырский воевода Трофим Хрущев осуществил перепись населения. По результатам переписи, в городе проживало 1339 человек.

### Полковой город
В середине XVII века, на границе Русского царства — Слобожанщине, было образовано четыре слободских казачьих полка. Сформированы они были из переселенцев из Правобережной Украины. В обязанности переселенцев (называемых в документах черкасами и/или русинами), вменялась охрана рубежей Русского государства. Ахтырка стала одним из полковых городов, наряду с Харьковом, Сумами, Острогожском. Территория, подчинённая Ахтырскому полку, включала в себя части современных Харьковской, Сумской, Полтавской и Белгородской областей.
Полковым городом Ахтырского слободского казачьего полка Ахтырка была в 1655—1765, тогда как Ахтырская провинция, стала частью вновь образованной Слободско-Украинской губернии. В то время Ахтырка была самым большим и населённым городом Слобожанщины.
В 1670—1671 гг. жители города участвовали в восстании Степана Разина.

### Ахтырская крепость
Ахтырка, как и все города Слободской Украины, имела хаотичную застройку. Ядро города составляла крепость, занимавшая доминирующее в стратегическом отношении место, а вокруг разбегались, вписываясь в рельеф местности, кривые улочки с жилыми усадебными постройками, которые располагались произвольно, без определённого регулярного порядка.
Ахтырская крепость располагалась на берегу небольшой реки Ахтырки, там, где она делает петлю, образуя естественную защиту. Кроме реки, крепость окружали многочисленные озёра, осложняющие подступы к ней.
Крепость имела форму неправильного четырёхугольника и занимала территорию нынешнего центра города, от речки до площади, где расположен нынче Покровский Собор (здание собора находится за пределами крепости). Её окружала деревянная ограда с пятью каменными и пятнадцатью деревянными башнями, двумя бастионами. Ворота на выездах из крепости имели подъёмные мосты. Вокруг крепости был вырыт ров и насыпан земляной вал с капонирами по углам. Вода заполняла крепостной ров, придавая крепости островное положение, усиливая её оборонную способность.

### 1708—1917
В 1708 году Ахтырке был присвоен статус провинциального города Киевской губернии.
Воины Ахтырского полка принимали активное участие в Северной войне. 26 декабря 1707 (6 января 1708) года Пётр Первый прибыл в Ахтырку, чтобы лично проверить боеготовность гарнизона и провести военный совет.
В январе 1709 года горожане отбили атаки шведского отряда, осаждавшего город.
В 1718 году в Ахтырке открылась первая в России табачная мануфактура, к которой было приписано несколько сёл (944 крестьянских двора), но она оказалась нерентабельной и в 1727 году казна продала предприятие частным лицам. Для табачной мануфактуры была выделена плантация (около 50 десятин), с которой собирали по 7 тыс. пудов табака.
В 1753—1762 был построен Покровский собор (в котором находилась известная Ахтырская икона Богоматери).
В 1765 году город был включен в состав Слободско-Украинской губернии, а Ахтырский полк был переформирован в Ахтырский гусарский полк.
В 1780 году Ахтырка стала уездным городом Харьковской губернии.
Ахтырский 12-й гусарский полк участвовал в Отечественной войне 1812 года.
К началу 1890-х годов Ахтырка являлась центром торговли и кустарных промыслов.

### 1918—1991
С 1 (14) сентября по 25 октября (7 ноября) 1917 года в составе Российской республики.
В декабре 1917 года в Ахтырке была установлена Советская власть, но в ходе гражданской войны власть в городе несколько раз менялась.
C 29 апреля по 14 декабря 1918 года город находился в составе Украинской державы.
В 1921 году Советская власть была восстановлена, за активную помощь население Ахтырского уезда было награждено Почётным знаменем ВУЦИК.
После начала Великой Отечественной войны 15 октября 1941 город был оккупирован наступавшими немецкими войсками. В период оккупации здесь был создан концентрационный лагерь для мирного населения.
23 февраля 1943 года освобождён советскими войсками Воронежского фронта в ходе Харьковской наступательной операции (2 февраля — 3 марта 1943 года:
- 40-я армия в составе: 5-го гв. танкового корпуса (генерал-майор т/в Кравченко, Андрей Григорьевич) в составе: 21-й гв. тбр (полковник Овчаренко, Кузьма Иванович), 6-й гв. мотострелковой бригады (полковник Щекал, Александр Михайлович); 309-я стрелковая дивизия (генерал-майор Меньшиков, Михаил Иванович), части войск 340-й сд (генерал-майор Мартиросян, Саркис Согомонович)[12].

11 марта 1943 года оккупирован вторично, летом 1943 года во время Курской битвы в районе Ахтырки шли ожесточенные бои. Летом 1943 Ахтырка являлась одним из наиболее сильно укреплённых узлов немецкой обороны на этом участке фронта, который в августе 1943 стал местом концентрации немецкой танковой группировки для удара по 27-й армии.
25 августа 1943 года освобождён советскими войсками Воронежского фронта в ходе наступления на миргородском направлении в Полтавской области:
- 27-я армия в составе: 147-й сд (генерал-майор Якимов, Михаил Петрович), 155-й сд (полковник Капров, Илья Васильевич), 166-й сд (полковник Светляков, Анисим Илларионович); 93-й тбр (подполковник Доропей, Сергей Клементьевич), 39-го отд. танкового полка (подполковник Пушкарёв, Сергей Филиппович), 1832-го тяжёлого самоходного артполка (подполковник Харитонов, Степан Григорьевич); 17-й артдивизии прорыва (генерал-майор арт. С. С. Волкенштейн) в составе: части сил 39-й пушечной артбригады (полковник С. В. Ракович), части сил 108-й гаубичной артбригады большой мощности (полковник В. Д. Реутов), части сил 22-й миномётной бригады (полковник И. П. Иринеев).
- 2-й воздушной армии в составе: 208-й ночной ближнебомбардировочной авиадивизии (полковник Л. Н. Юзеев).

В 1966 году на месте наиболее ожесточенных боев был сооружен Курган Боевой славы, в 1967 году — установлен Монумент бессмертия.
В соответствии с четвёртым пятилетним планом восстановления и развития народного хозяйства СССР город был восстановлен, по состоянию на начало 1950 года здесь действовали литейно-механический завод, гвоздильный завод, кирпичный завод, деревообрабатывающая фабрика, обувная фабрика, швейная фабрика, несколько предприятий пищевой промышленности (в первую очередь, мукомольной, мясной и маслобойной отраслей), педагогическое училище, техникум механизации и электрификации сельского хозяйства, а также акушерская школа.
По состоянию на начало 1978 года здесь действовали завод «Промсвязь», завод сельскохозяйственного машиностроения, завод медицинской мебели, завод стройматериалов, пивной завод, маслодельный завод, швейная фабрика, обувная фабрика, фабрика художественных изделий, мясокомбинат, комбинат хлебопродуктов, комбинат бытового обслуживания, нефтегазодобывающее управление и несколько других производств, 14 общеобразовательных школ, музыкальная школа, два ПТУ, техникум механизации и электрификации сельского хозяйства, 2 лечебных учреждения, 2 дворца культуры, дом культуры, 4 клуба, кинотеатр, 4 библиотеки, краеведческий музей.

### После 1991
После провозглашения независимости Украины находившийся в городе 91-й инженерный полк был включён в состав вооружённых сил Украины и в дальнейшем получил новое наименование — 91-й отдельный полк оперативного обеспечения (в/ч А0563).
В 1998 году был закрыт и ликвидирован завод строительных материалов, в 2003 году — завод медицинской мебели, в 2014 — завод ОАО «Нефтепроммаш».

### Российско-украинская война
24 февраля 2022 года, в первый день вторжения России в Украину, российские войска вошли в Ахтырку. Утром 25 февраля город подвергался обстрелам. По данным Amnesty International, российские войска применили при этом кассетные боеприпасы, которые сбросили на детский сад. В результате погибли 6 человек, в том числе ребёнок.
28 февраля 2022 года, по сообщению украинской стороны, российские войска применили в Ахтырке вакуумную бомбу, сбросив её на нефтебазу.
1 марта местные власти сообщили об убийстве 70 украинских солдат в результате ракетного удара России по военной базе, дав противоречивые сведения о том, когда произошло нападение. Применённое оружие не определено; по некоторым данным, разрушение главного здания было вызвано ударом одной баллистической ракеты 9K720 «Искандер», а более поздние данные указывали на использование трёх меньших ракет, в том числе топливной воздушной взрывчатки. Помимо погибших, некоторые солдаты оказались под обломками.
24 марта 2022 года за подвиг, массовый героизм и стойкость граждан, выявленных в защите своих городов во время отпора вооружённой агрессии Российской Федерации против Украины, Указом Президента Украины городу Ахтырка присвоено почётное звание «город-герой Украины».

## Население
До самого конца XVIII века население Ахтырки превышало население Харькова и Сум. На период образования Слободско-Украинской губернии (1785 год) это был самый заселённый город Слобожанщины, в котором проживали 12 849 человек. Для сравнения: в губернском городе Харькове проживало 10 885 жителей.
Изменение численности населения:
- 1785 год — 12 849 человек[24];
- 1837 — 14 205;
- 1867 год — 17 411 человек;
- 1897 год — 23 399 человек[25]
- 1900 год — 25 965 человек;
- 1989 год — 50 726 человек[26]
- 2001 год — 49 721 человек[27]
- 2013 — 49 047 человек[28]
- 2023 — 40 000 человек[29]

### Языковой состав
Родной язык населения по данным переписи 1897 года:
| Язык                       | Численность, чел. | Доля     |
| -------------------------- | ----------------- | -------- |
| Украинский («малорусский») | 20 390            | 87,14 %  |
| Русский («великорусский»)  | 2 604             | 11,13 %  |
| Другие                     | 405               | 1,73 %   |
| Итого                      | 23 399            | 100,00 % |

Родной язык населения по данным переписи 2001 года:
| Язык       | Численность, чел. | Доля     |
| ---------- | ----------------- | -------- |
| Украинский | 43 301            | 87,09 %  |
| Русский    | 4 955             | 9,97 %   |
| Другое     | 1 465             | 2,94 %   |
| Итого      | 49 721            | 100,00 % |

Украинский язык является единственным официальным и основным языком города.
По данным Государственной службы статистики Украины в 2023/24 учебном году все 91 513 учащихся в учреждениях общего среднего образования в Сумской области обучались в украиноязычных классах.

## Символика
21 сентября 1781 года российская императрица Екатерина II (вместе с остальными городами губернии) утвердила герб города: «в голубом поле золотой крест с сиянием сверху, и изображающий знаменитость сего города по великому числу богомольцев».
- Герб города с официальным описанием, 1781
- Оригинал герба на карте города 1787 года
- Гербы уездных городов Харьковского наместничества 1787 года

## Известные уроженцы
- Батюк, Николай Филиппович — советский военачальник, один из героев обороны Сталинграда.
- Белинник, Пётр Сергеевич — украинский и советский оперный певец.
- Вергун, Михаил Тимофеевич — российский и украинский военный деятель, подполковник Армии УНР.
- Гузенко, Сергей Степанович — советский военачальник, генерал-майор.
- Дикалов, Степан Иванович — участник Великой Отечественной войны, Герой Советского Союза.
- Колесников, Иван Михайлович — советский военный деятель, генерал-майор танковых войск.
- Кузьменко, Михаил Ильич — основоположник украинской научной школы радиоэкологии пресных вод, доктор биологических наук, профессор, заслуженный деятель науки и техники Украины.
- Милославский, Евгений Иванович — учёный-транспортник, профессор, доктор наук. Один из основоположников дисциплины «эксплуатация автомобильного транспорта».
- Радченко, Андрей Якимович — украинский советский экономист, педагог, профессор, доктор экономических наук.
- Рудинский, Михаил Яковлевич — советский археолог, доктор исторических наук.
- Чефранов, Георгий Васильевич — доктор философских наук, профессор ТРТИ.
- Ярославский, Пётр Антонович — архитектор.
- Линицкий, Леонид Леонидович — советский разведчик-нелегал, полковник, ветеран Гражданской, Первой и Второй мировых войн, врач.
- Линицкий, Александр Иванович — генерал-майор, герой Первой мировой войны, участник Белого движения.
- Арцыбашев, Михаил Петрович — русский писатель, драматург, публицист.
- Багряный, Иван Павлович — украинский прозаик, поэт и публицист, драматург, политический деятель.
- Петренко, Елизавета Фёдоровна ― российская советская певица, актриса, педагог, Заслуженный деятель искусств РСФСР.

## Экономика
- НГДУ «Ахтырканефтегаз» ОАО «Укрнафта»
- ОАО «Ахтырская швейная фабрика» (реально работает один цех)
- ОАО «Ахтырский пивоваренный завод»
- ГП «Ахтырский комбинат хлебопродуктов»
- Филиал «Ахтырский сыркомбинат» ЧП «Рось»
- Ахтырская ТЭЦ (разрушена в 2022 году)

### Транспорт
Через город проходят автомобильные дороги Н-12, Т-1706, Р-46 и
железная дорога, станция Ахтырка. Расстояние от областного центра до Ахтырки — 80 км.

## Социальная сфера
- В 2019 году завершено строительство нового больничного комплекса. Коммунальное заведение «Ахтырская районная больница» является межрайонным центром для предоставления специализированной медицинской помощи, на базе которого создан госпитальный округ, который обслуживает 126,1 тыс. чел.
- 9 дошкольных учебных заведений.[источник не указан 1408 дней]
- 10 заведений общего среднего образования.[источник не указан 1408 дней]
- Стадион.
- 29 спортивных площадок.[источник не указан 1408 дней]
- Детско-юношеская спортивная школа.
- ОМЦВО МАН
- Детская музыкальная школа.
- Детская художественная школа.
- Городской краеведческий музей.
- Городской центр культуры и отдыха.
- Центральная районная больница.
- 2 детских развлекательных центра[источник не указан 1408 дней]
- При СССР здесь действовал дом отдыха «Ахтырка» Харьковского управления курортами ВЦСПС, располагавшийся «на окраине города в большом красивом саду»[34]. Один день пребывания в этом доме отдыха в 1953 году стоил 20 советских рублей.

## Спорт
- В городе активно развивается футбол — действуют стадион «Нефтяник» и футбольный клуб «Нефтяник-Укрнефть», являющийся участником Украинской 1 лиги. В 2018 году клуб прекратил свое существование.
- 3 нестандартных футбольных поля
- 1 скейт-парк
- 29 спортивных площадок[источник не указан 1408 дней]
- 5 тренажерных залов[источник не указан 1408 дней]

В городе культивируется 20 видов спорта, приоритетные: футбол, волейбол, борьба дзюдо, самбо, карате, лёгкая атлетика, спортивная акробатика, настольный теннис и другое.

## Достопримечательности
- Покровский собор (1753—62) — прежнее местонахождение Ахтырской иконы Богоматери, редкий на востоке Украины памятник елизаветинского барокко, проект приписывается Д. Ухтомскому.
- В ансамбль собора входят также Введенская (1783) и Христорождественская (1825) церкви в стиле классицизма.
- Братская могила советских воинов.
- Монумент Бессмертия (скульпторы К. Годулян, И. Гречаник, архитектор Б. Бердник, 1967)
- Церковь Георгия Победоносца (1908 г.).
- Спасо-Преображенская церковь (1905 г.).
- Церковь Жён-Мироносцев (нач. XIX века).
- Церковь Успения Пресвятой Богородицы (2009—2013 гг.)
- Церковь Архистратига Михаила (1905 г.).
- Ахтырский Свято-Троицкий мужской монастырь (1654 г.).

- Христорождественская церковь
- Георгиевская церковь
- Покровский собор
- Трактор Универсал на постаменте
- Церковь Архистратига Михаила